# Colpocara conspersa
Colpocara conspersa är en insektsart som först beskrevs av Melichar 1905.  Colpocara conspersa ingår i släktet Colpocara och familjen Nogodinidae. Inga underarter finns listade i Catalogue of Life.